# Матковский, Михаил Алексеевич
Михаил Алексеевич Матковский (14 октября [27 октября] 1903 года, Санкт-Петербург — 1968, Маго) — деятель «белой» эмиграции, — Бюро по делам российских эмигрантов; антисоветчик, один из создателей Российской фашистской партии.

## Биография
Родился в 1903 году в Петербурге. Сын Алексея Филипповича Матковского, генерала Русской императорской армии и Белого движения. В 1917 году поступил в Санкт-Петербургский кадетский корпус. В 1918—1920 годах учился в Омске в Сибирском кадетском училище и в 1921 году окончил обучение в кадетском корпусе во Владивостоке и поступил вольноопределяющимся в армию. Старший унтер-офицер. 8 июня 1920 года отец Михаила был расстрелян большевиками. Вместе с матерью и двумя братьями эмигрировал в Харбин. В Харбине Михаил Матковский в 1926—1932 гг. был слушателем экономического отделения в Харбинском юридическом факультете. Также получил образование в Харбинском политехническом институте, который окончил в 1928 году.
После учёбы читал лекции в китайской технической школе, работал инженером в строительной кампании, был начальником русского отдела управления на КВЖД. Был активным деятелем Бюро по делам российских эмигрантов в Маньчжурской империи. В Бюро по делам российских эмигрантов был начальником 3-го (регистрационного) отдела.
В 1945 году, когда Красная армия заняла Маньчжурию, многие деятели БРЭМ бежали из Харбина. Матковский остался сотрудничать с советскими органами. В частности, передал информацию по Главной Японской военной миссии. В 1946 году выступал свидетелем на Токийском процессе. В том же году интернирован в СССР и осуждён на 25 лет за антисоветскую деятельность. Срок заключения впоследствии пересмотрен до 12 лет, и в 1958 году Матковский был освобождён и реабилитирован.
После освобождения проживал в Хабаровске, продолжал сотрудничество с советскими спецслужбами. Работал в Краевом Управлении промышленных и продовольственных товаров. В 1964 году переехал в посёлок Маго Хабаровского края, где работал в Экспортлесе.
Михаил Алексеевич Матковский скончался в 1968 году от рака печени.

## Семья
Был женат дважды. Первый брак заключил в 1930 году со Смирновой Агриппиной Георгиевной. От этого брака имел дочь Татьяну (1930).
В 1959 году, узнав о смерти первой жены от своей дочери, женился на Зое Кирилловне. У второй жены от её первого брака было двое детей: сын Владимир и дочь Наталья.